# 小行星4785
小行星4785（英語：4785 Petrov）是一颗围绕太阳公转的小行星。1984年12月17日，柳德米拉·卡拉季奇在克里米亚发现了此天体。
这颗小行星的绝对星等为114.67821等。